# Nybygget, Vallentuna kommun
Nybygget är en bebyggelse i Össeby-Garns socken i Vallentuna kommun. Orten ligger 7 kilometer öster om Vallentuna och 7 kilometer söder om Karby.
Nybygget räknades av SCB som en småort mellan 2010 och 2020.